# Pekín-París (1907)

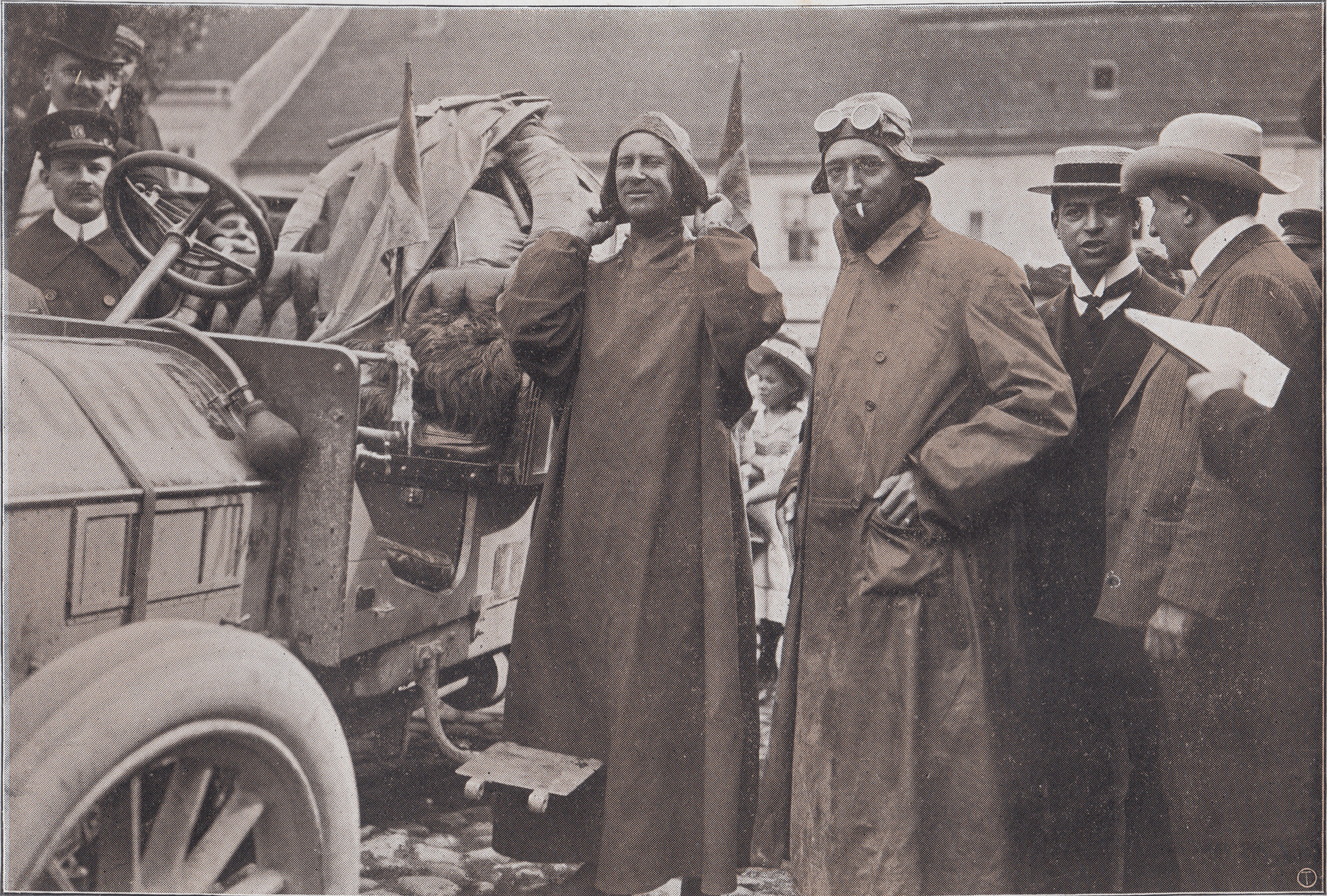
El príncipe Borghese, a la izquierda, fue el vencedor de la prueba.

La Pekín - París fue una carrera automovilística que se celebró en 1907 con salida en la ciudad de Pekín y la meta en París, realizando un recorrido de 14 994 km. La prueba fue ganada por el príncipe Scipione Borghese a bordo de un Itala.

## Historia

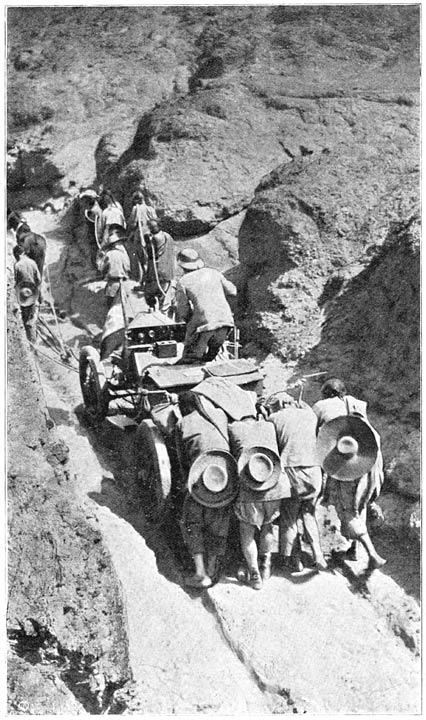
Un Itala siendo empujado por los duros caminos durante la travesía.

La carrera nació por iniciativa del periódico francés Le Matin, y a ella se presentaron cuarenta participantes, de los cuales solo cinco consiguieron enviar el vehículo hasta la salida: 
- 2 De Dion-Bouton.
- 1 Itala (pilotado por el príncipe Scipione Borghese).
- 1 Spyker holandés.
- 1 triciclo Contal.[1]

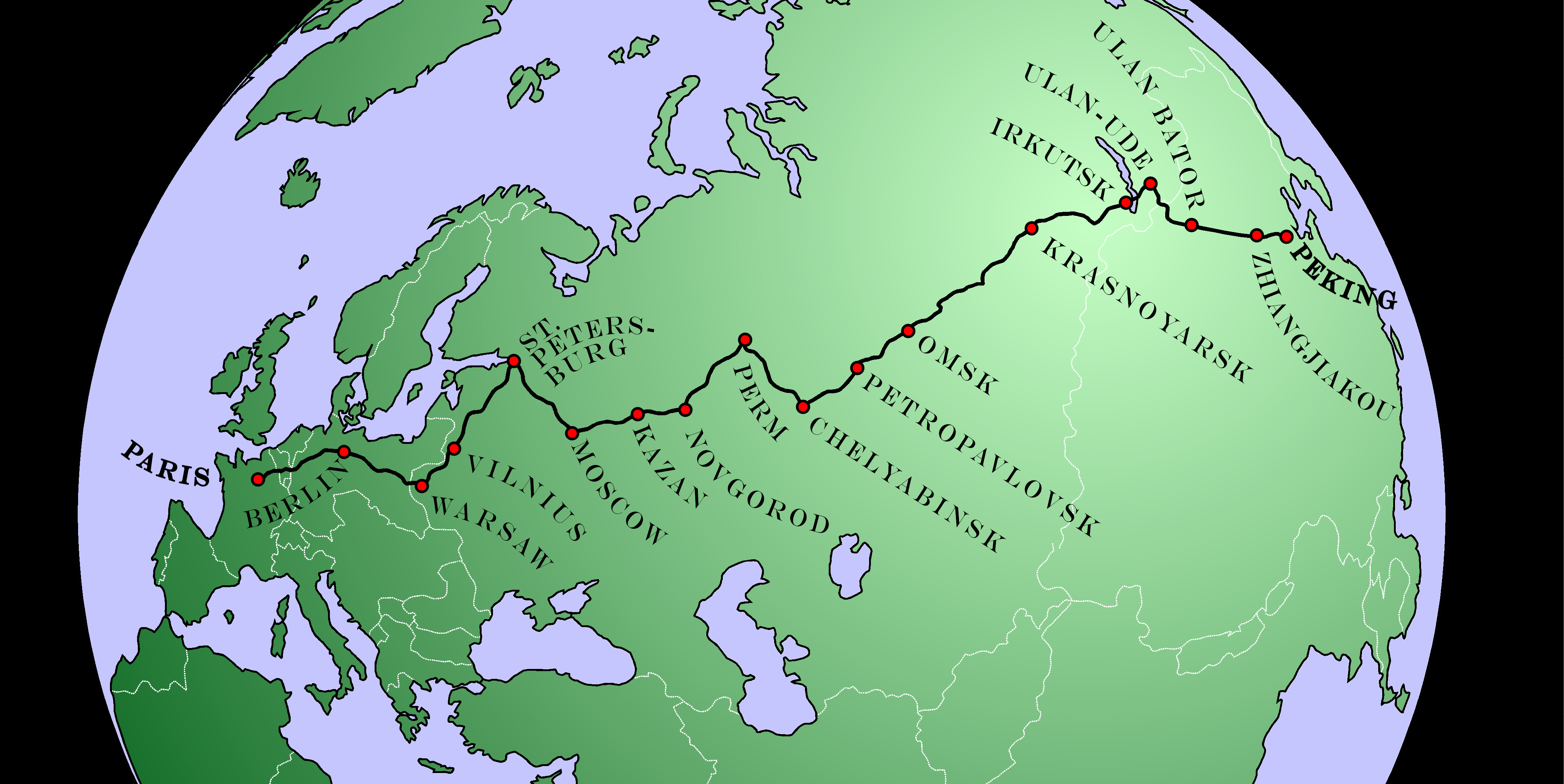
Recorrido de la prueba en 1907

La travesía que partió de Pekín, no contaba con una ruta preestablecida y resultó ser durísima y muy larga, donde los participantes tuvieron que soportar altas y bajas temperaturas. Un periodista del Corriere della Sera y del Daily Telegraph, llamado Luigi Barzini acompañó al príncipe Borghese durante la travesía e informaba a París del estado de la carrera. A bordo del Itala el periodista y el príncipe llegaron primeros a París con una semana de adelanto con respecto al Spyker. Como único premio los vencedores recibieron una botella de champán. De ahí nació la tradición de celebrar las victorias en el automovilismo con una botella de champán.

## Actualidad
En 1997 se reeditó la prueba, realizando el mismo recorrido y con vehículos de la época. Desde entonces se ha estado realizando hasta la actualidad.